# Mayel Badji
Mayel Badji (ou Mayel Badi) est une localité du Cameroun située dans le département du Mayo-Kani et la Région de l'Extrême-Nord. Elle fait partie de la commune de Moulvoudaye et du canton/lawanat de Daram. 

## Population
En 1976, Mayel Badji I comptait 155 habitants, 82 Peuls et 73 Toupouri. Mayel Badji II en comptait 362, des Toupouri. 
Lors du recensement de 2005, 1 493 personnes ont été dénombrées à Mayel Badji.